# Zsuzsanna Tomori
Zsuzsanna Tomori (* 18. Juni 1987 in Budapest, Ungarn) ist eine ungarische Handballspielerin, die dem Kader der ungarischen Nationalmannschaft angehört.

## Karriere
Tomori spielte anfangs von 2002 bis 2004 bei Dunaferr SE und lief ab 2005 für Vasas SC auf. Im Jahr 2007 schloss sie sich dem ungarischen Spitzenverein Győri ETO KC an. Mit Győr gewann die Rückraumspielerin 2008, 2009 und 2010 sowohl die Meisterschaft als auch den ungarischen Pokal. Weiterhin stand Tomori 2009 im Finale der EHF Champions League. 2010 wechselte sie zum Ligarivalen Ferencváros Budapest, mit dem sie 2011 und 2012 den Europapokal der Pokalsieger sowie 2015 die Meisterschaft gewann. In der Saison 2012/13 errang sie mit 95 Treffern die Torschützenkrone der EHF Champions League. Im Sommer 2015 kehrte sie zu Győri ETO KC zurück. 2016, 2017, 2018 und 2019 gewann sie mit Győri ETO KC die ungarische Meisterschaft, 2016, 2018 und 2019 den ungarischen Pokal sowie 2017, 2018 und 2019 die EHF Champions League. Im Sommer 2019 schloss sie sich Siófok KC an. Nachdem Tomori nach der Saison 2020/21 vertragslos war, unterschrieb sie im September 2021 einen Vertrag beim norwegischen Erstligisten Vipers Kristiansand. Mit den Vipers gewann sie 2022 die norwegische Meisterschaft sowie die EHF Champions League. Zur Saison 2022/23 kehrte sie zu Ferencváros zurück. Mit Ferencváros gewann sie 2023, 2024 und 2025 den ungarischen Pokal, 2024 die ungarische Meisterschaft und stand 2023 im Finale der EHF Champions League.
Zsuzsanna Tomori hat bisher 191 Länderspiele für die ungarische Nationalmannschaft bestritten, in denen sie 467 Treffer erzielte. Mit der ungarischen Auswahl nahm sie an den Olympischen Spielen 2008 und 2020, an den Weltmeisterschaften 2007, 2009 und 2013 sowie an den Europameisterschaften 2008, 2010 und 2012 teil. Der größte Erfolg war der Gewinn der Bronzemedaille bei der EM 2012.